# Вірменія на зимових Паралімпійських іграх 2014
Вірменія на зимових Паралімпійських іграх 2014 року була представлена 1 спортсменом в одному виді спорту.

## Результати
| Спортсмен     | Вид спорту                 | Забіг 1 | Забіг 1 | Забіг 1 | Забіг 2 | Забіг 2 | Забіг 2 | Остаточний/Всього | Остаточний/Всього | Остаточний/Всього |
| Спортсмен     | Вид спорту                 | Час     | Різн.   | Місце   | Час     | Різн.   | Місце   | Час               | Різн.             | Місце             |
| ------------- | -------------------------- | ------- | ------- | ------- | ------- | ------- | ------- | ----------------- | ----------------- | ----------------- |
| Мгер Аванесян | Слалом, стоячи             | 1:12.01 | +24.32  | 40      | 1:18.33 | +27.05  | 33      | 2:30.34           | +51.37            | 34                |
| Мгер Аванесян | Гігантський слалом, стоячи | DNF     | DNF     | DNF     | DNF     | DNF     | DNF     | DNF               | DNF               | DNF               |